# 巴斯 (英國國會選區)
巴斯（英語：Bath），英國國會一郡選區，包括英格蘭西南部薩默塞特郡巴斯全部。四周被東北薩默塞特選區所包圍。

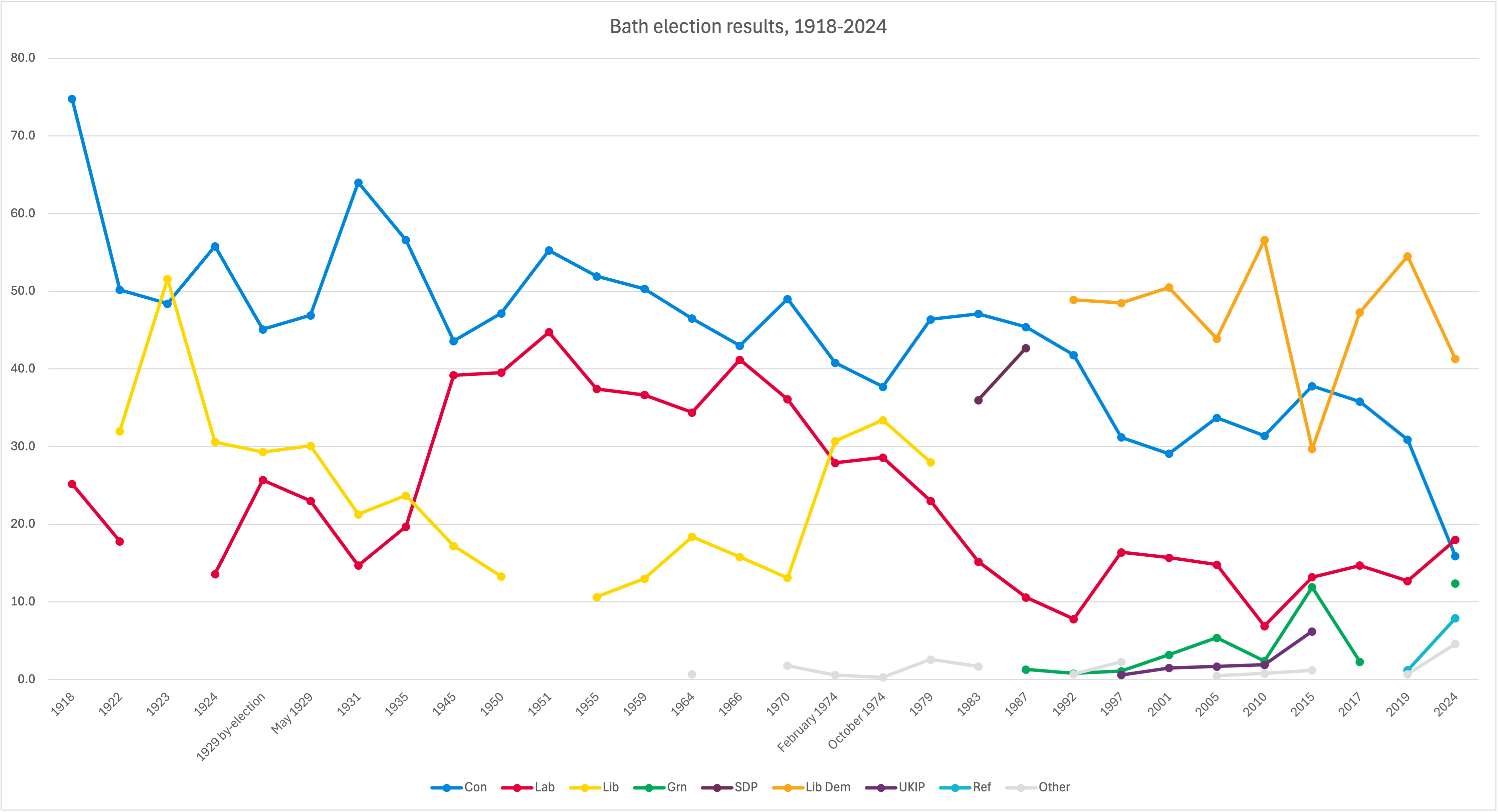
歷年選舉結果：只有保守黨（藍）、和自民黨（橙）及其前身自由黨（黃）在過去一百年勝出過

始於1295年，1918年以前應選兩席。1918年以來長期是保守黨佔上風的選區。當區史上最著名的議員乃18世紀前首相第一代查塔姆伯爵威廉·皮特和末代香港總督彭定康。1992年，彭定康被自民黨的鄧恩·福斯特擊敗，才間接因此轉任最後一任港督。2010年大選中福斯特以56.6%選票連任成功。他於2015年大選沒有爭取連任，最終由保守黨的本·豪列特從自民黨手上取得本區議席。兩年後自民黨取回議席至今，始成為該黨佔上風的選區。

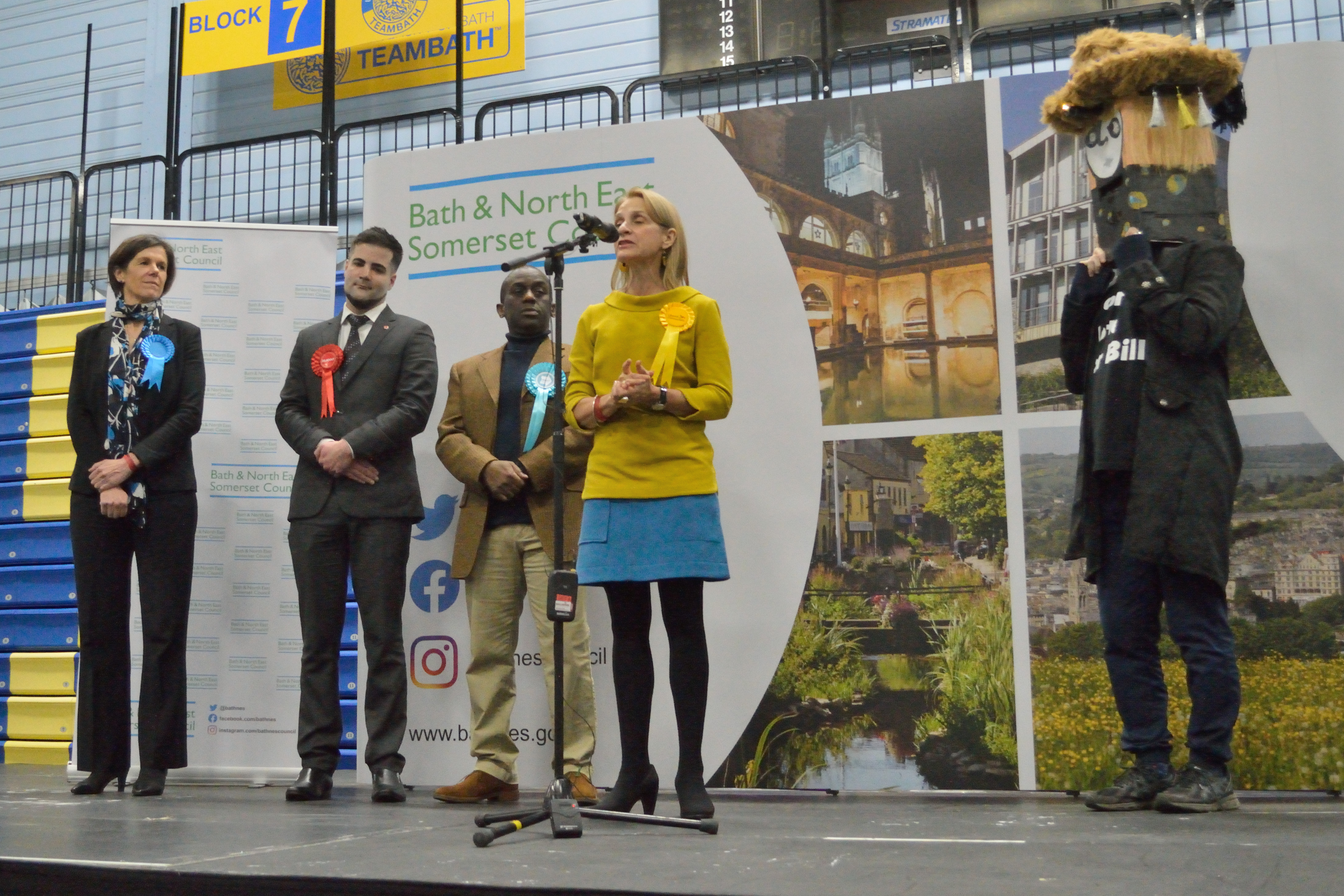
2019年當區候選人